# Marie Spångberg
Helga Marie Mathilde Sofie Spångberg (Oslo, 23 de noviembre de 1865-Oslo, 23 de noviembre de 1942) fue la primera médica de Noruega.

## Familia
Marie Spångberg era la hija del relojero Alfred Spångberg (1829-1866) y Helene Wang (1835-1914). Tuvo cinco hermanos mayores. Su padre murió cuando ella tenía un año de edad, y su madre mantuvo a la familia como peluquera en varios teatros de Kristiania.
En 1897 se casó con el oftalmólogo Søren Holth (1863-1937).

## Educación
Marie Spångberg se graduó como institutriz cuando tenía diecinueve años, con muy buenos resultados. Luego fue una de los primeras estudiantes de la escuela de Ragna Nielsen y tomó el examen de arte en 1886. Cuatro de sus cinco hermanos habían emigrado a los Estados Unidos, y eran quienes pagaban por su educación.
Recibió el título de médica en la Universidad Royal Frederik, actual Universidad de Oslo, en 1893. Así, se convirtió en la primera médica en Noruega, y en la tercera mujer en el país en obtener un título de grado, las dos primeras fueron la abogada Maren Cathrine Dahl y la química Marie Geelmuyden.
Después de graduarse, continuó su educación en ginecología en Alemania.

## Vida profesional
En 1895 estableció su propio consultorio médico en Oslo.
Entre 1895 y 1897 fue asistente en la clínica quirúrgica privada de Hagbarth Strøm. En 1896 la Comisión de Salud de Kristiania la contrató como médica en el Departamento de pacientes femeninas de enfermedades venéreas, y al año siguiente fue nombrada por el Ministerio de Justicia como experta permanente en cuestiones forenses. Dirigió su práctica médica privada junto con estos puestos hasta que se casó. El marido estaba muy ocupado con su trabajo de investigación, y cuando la pareja tuvo cinco hijos en el transcurso de seis años, Marie Spångberg cerró su práctica privada. Continuó como miembro de la Comisión de Salud hasta 1920, cuando renunció por mala salud.

## Condición de mujer
En 1887 junto a Minda Ramm fueron propuestas como las primeras mujeres miembros de la junta directiva e la Sociedad de Estudiantes de Noruega. Recibieron algunos votos, pero no fueron elegidas. Solo cinco años después, la comunidad estudiantil consiguió integrar una mujer miembro en la junta directiva.

## Obras
Spångberg fue autora de un artículo acerca de cómo el tratamiento con el fármaco Salvarsan afectaba a las mujeres y a sus hijos. Salvarsan era un compuesto de arsénico orgánico que se introdujo en 1905 y se usó en el tratamiento de la sífilis. El artículo fue publicado en revistas médicas noruegas y alemanas.
- Salvarsanbehandlede mødre og deres barn, i Forhandlinger i Det Norske Medicinske Selskap 1912, s. 121–124
- Salvarsanbehandelte Mütter und ihre Kinder, i Deutsche medizinische Wochenschrift 6.3.1913, s. 462

## Reconocimientos
Se estableció el premio Marie Spångberg por la Asociación Médica Noruega.